# Xyletobius kirkaldyi
Xyletobius kirkaldyi là một loài bọ cánh cứng thuộc họ Ptinidae.